# Stade Marcel-Michelin
Le stade Marcel-Michelin est un stade situé à Clermont-Ferrand inauguré en 1911. Il appartient au club de rugby à XV de l'ASM Clermont Auvergne. Il porte le nom de Marcel Michelin, gérant du groupe de pneumatiques Michelin mort en déportation et fondateur de l'AS Michelin, rebaptisée par la suite AS Montferrand puis ASM Clermont Auvergne pour la section rugby. Bien qu'étant propriété du club de l'ASM Clermont Auvergne, il est construit sur un terrain, loué dans le cadre d'un bail emphytéotique, appartenant à la Manufacture des Pneus Michelin.

## Historique
En 1911, l'entreprise de pneumatiques Michelin finance la construction d'un terrain de rugby à l'initiative de son gérant Marcel Michelin. Celui-ci prend alors le nom de stade Marcel-Michelin et accueille les rencontres disputées par le club de rugby à XV de l'AS Michelin. Il est situé Avenue de la République, en centre-ville, dans un quartier en pleine expansion, à Clermont-Ferrand. Il est la propriété de l'ASM Clermont Auvergne (Champion de France 2010 et 2017) et accueille tous les matchs à domicile du club en Top 14. Il a également accueilli des matchs internationaux (France-Roumanie 1977, France-Australie 1983), la finale de la Coupe du monde 2006 de rugby à XV des - de 21 ans, célébrant la victoire de la France et le match entre les Barbarians français et les Samoa le 16 novembre 2013 .
Il fut aussi le stade occupé par le Clermont Football Club durant ses saisons en D3 puis en D2 (1984-1988).
À la sortie des vestiaires, les joueurs pouvaient lire un panneau indiquant le nombre de matchs victorieux sur la pelouse du stade. Le 1000e match gagné dans l’élite depuis 1925 est atteint le 16 décembre 2006 contre l'Arix Viadana (57-29) en Challenge européen. Un nouveau panneau est installé en 2011, pour le centenaire du club, indiquant : « Ici... 100 ans d'histoire ».
Le stade a subi plusieurs évolutions depuis sa construction en 1911. En 1968, la tribune d'honneur est construite. Elle prendra successivement les noms de « Grande Tribune », « Tribune Volvic » (à partir de 2007) et son nom actuel « Tribune Limagrain » à partir de 2016. Sa capacité est de 5 600 places assises.
En 1999, une seconde tribune voit le jour à la place des historiques populaires. Il s'agit de la Tribune Auvergne, rebaptisée Tribune Auvergne Rhône Alpes à la suite du regroupement des régions en 2016. Sa capacité est de 7 560 places.
En 2001, à l'arrière de la tribune Auvergne, à l'Est, est construit le terrain d'entrainement de l'équipe professionnelle alors que les joueurs du centre de formation continuent de s'entraîner au centre de la Gauthière.
À partir de 2006, sous l'impulsion du président René Fontès, la mutation du stade continue avec la construction de la tribune latérale Phliponeau, en hommage à Jean-François Phliponeau décédé tragiquement sur le terrain du stade le 8 mai 1976, frappé par la foudre. Une plaque commémorative est adjacente à la tribune. La tribune, d'une capacité de 3 000 places, rassemble également, de 2006 à 2016, des locaux sportifs (dont les bureaux du staff sportif) et médicaux ainsi que le logement du gardien.
En 2007, la tribune Sud est construite, nommée « Espace Édouard » en hommage au dirigeant de la Manufacture des Pneus Michelin, Édouard Michelin, décédé tragiquement dans un accident de pêche en haute mer. L'ASM Clermont Auvergne lui doit son nouveau souffle puisqu'il avait redonné de l'élan au club en nommant René Fontès et Jean-Marc Lhermet à la tête du club.
En 2008, le parvis commercial est construit et abrite des espaces commerciaux (banque, opticien, brasserie, agence d'intérim, boutique du club, restaurant, chaîne de restauration rapide). Un parking souterrain de 120 places est également construit. 
En 2009, le stade se dote de deux nouvelles entrées, au Nord et au Sud, avec des espaces de vente de billetterie. 
La fermeture des angles du stade, dernière étape du premier plan de transformation du stade est effective à l'été 2011. Ces angles sont composés d'espaces réceptifs, de places assises et d'écrans géants. En marge des travaux, le club réalise une amélioration des plateformes TV, la création de quatre nouvelles loges en Tribune Volvic, l'extension de la boutique ASM. Le virage Sud-Ouest fait l'objet d'une nommage : « Virage Crédit Agricole Centre France ».
Durant l'été 2013, l'ASM met en place une pelouse chauffée qui devient la première pelouse chauffée du TOP 14 : traversée dans sa largeur par des kilomètres de câbles électriques basse tension afin d’assurer « un chauffage d'appoint » à 25 centimètres sous terre.
En 2015, après plusieurs années de réflexion et d'étude, le Centre d'entraînement et de perfectionnement (CEP) voit le jour. Inauguré le 21 octobre 2015 en présence de nombreuses personnalités dont les présidents des régions Rhône-Alpes et Auvergne, René Souchon et Jean-Jack Queyranne, Laurent Wauquiez (député de la Haute-Loire), Danielle Auroi (député du Puy-de-Dôme), Jean-Yves Gouttebel (président du conseil général du Puy-de-Dôme), Christine Dulac-Rougerie pour représenter Olivier Bianchi, maire de Clermont-Ferrand et président de Clermont Communauté, mais aussi Paul Goze et Max Guazzini, respectivement président et vice-président de la Ligue nationale de rugby.
Il s'agit d'un outil ultra-performant et unique en Europe déployé sur près de 3 000 m2 disposant d’une salle de musculation et de cardio aux surfaces doublées par rapport à celles qui pouvaient exister sous la tribune Phliponeau. De nouveaux espaces tels que la salle de combat, une pelouse synthétique couverte ou l’espace de balnéothérapie viennent regrouper, dans un même lieu, toutes les pièces du puzzle que doivent avoir les sportifs de haut niveau pour construire des champions. Au CEP, tout a été conçu et pensé pour optimiser le temps ainsi que pour renforcer la cohésion entre les hommes qui l’occupent afin d’en faire un véritable lieu de vie et de performance où l’on peut à la fois s’entrainer, récupérer, se soigner, se réunir ou partager un repas dans le restaurant sportif dédié.
En janvier 2016, des travaux sont réalisés au pied de la tribune Phliponeau afin d'aménager les pesages et de gagner un millier de places en capacité (300 places en pesage, 660 places sur le second étage de la tribune Phliponeau), travaux permis par le déménagement des espaces sportifs vers le CEP.
En juillet 2016, les pesages sont refaits et asphaltés, portant la capacité du stade à 19 022 places. Une bodéga appelée « Allée des supporters » est créée tout du long de la tribune Auvergne. Dans le même temps le club a rénové et amélioré les aménagements de la tribune Ouest : les vestiaires (ASM, visiteurs, arbitres) ont été agrandis et rénovés. Les médias n’ont pas été oubliés : la toute nouvelle salle de presse plus spacieuse, composée d’un espace de travail et d’un espace d’interviews permet d’accueillir près de 50 journalistes.
Surtout, l'ASM Clermont Auvergne dote son stade ainsi que son terrain d'entrainement de deux pelouses hybrides uniques dans le rugby européen, ayant des techniques similaires mais légèrement différentes. Avec une enveloppe budgétaire d’environ 1,5 million d’euros (entièrement prise en charge par le club), les dirigeants clermontois ont ainsi lancé une course contre la montre pour décaisser entièrement le sous-sol du Michelin, refaçonner une sous couche stable et remettre en place un drainage performant sans oublier le chauffage (déjà présent sur l’ancienne pelouse). Des travaux colossaux qui ont déplacé 4 000 m3 de terre pour 2 700 tonnes de nouveaux matériaux dans plus de 700 camions qui ont défilé de juin à juillet dans l’enceinte du Michelin. La technique utilisée pour le terrain d'honneur est celle que l'on peut retrouver à Twickenham, temple du rugby anglais. Celle du terrain d'entrainement est identique à celle du prestigieux Stade Santiago-Bernabéu, antre du Real Madrid. Les deux pelouses ont été réalisées par l'entreprise Id Verde.
Enfin, la dernière étape de l'évolution du Parc des sports Marcel-Michelin est la construction de l'Expérience ASM, un « parc à thème » unique en France dédié exclusivement au rugby et à la vie du club. Musée scénographique, il apporte un aspect culturel, ludique et interactif à la pratique du rugby, et pas seulement à l'histoire de l'ASM Clermont Auvergne.
En mars 2019, de nouveaux travaux sont lancés sur le toit de l'Espace Edouard, afin de réaliser une dizaine de loges. Terminées au début l'automne, elles permettent d'accueillir 350 spectateurs supplémentaires.
Le 24 février 2024, lors d'un match de Championnat de France féminin de rugby à XV entre l'ASM Romagnat et le Stade bordelais, le record d'affluence pour un match de ce championnat est battu avec 6025 spectateurs présents dans le stade. Le lendemain, lors du match de Top 14 opposant l'ASM Clermont au Stade toulousain, la rencontre attire 19010 spectateurs et bat le précédent record d'affluence du stade (19004 spectateurs) qui datait du 11 janvier 2020 en Coupe d'Europe contre l'Ulster.
Le 16 février 2025, l'ASM Clermont reçoit le Stade toulousain dans un stade Marcel-Michelin à guichets fermés et qui bat son record de fréquentation avec 19 038 spectateurs présents

## Les tribunes
Le stade est constitué de quatre tribunes reliées par des virages. Deux tribunes sont longitudinales en Ouest et Est : la tribune Limagrain, la plus ancienne (ex-tribune Volvic), et la tribune Auvergne-Rhône-Alpes (anciennement Auvergne dû au renommage de la région). Les deux autres sont la tribune Phliponeau (au nom de l'ancien joueur montferrandais Jean-François Phliponeau) et l'espace Édouard (depuis 2012, un restaurant, l'En-but occupe une partie du haut de la tribune). Historiquement, la tribune Limagrain est construite en premier. La tribune Auvergne-Rhône-Alpes est la plus grande en capacité d'accueil de supporters. La tribune Phliponeau est celle des groupes de supporters, tels les UltrasVulcans, les Vignerons, le XV au Charbon, le XV Montferrandais, ou encore le XV de la Limagne.

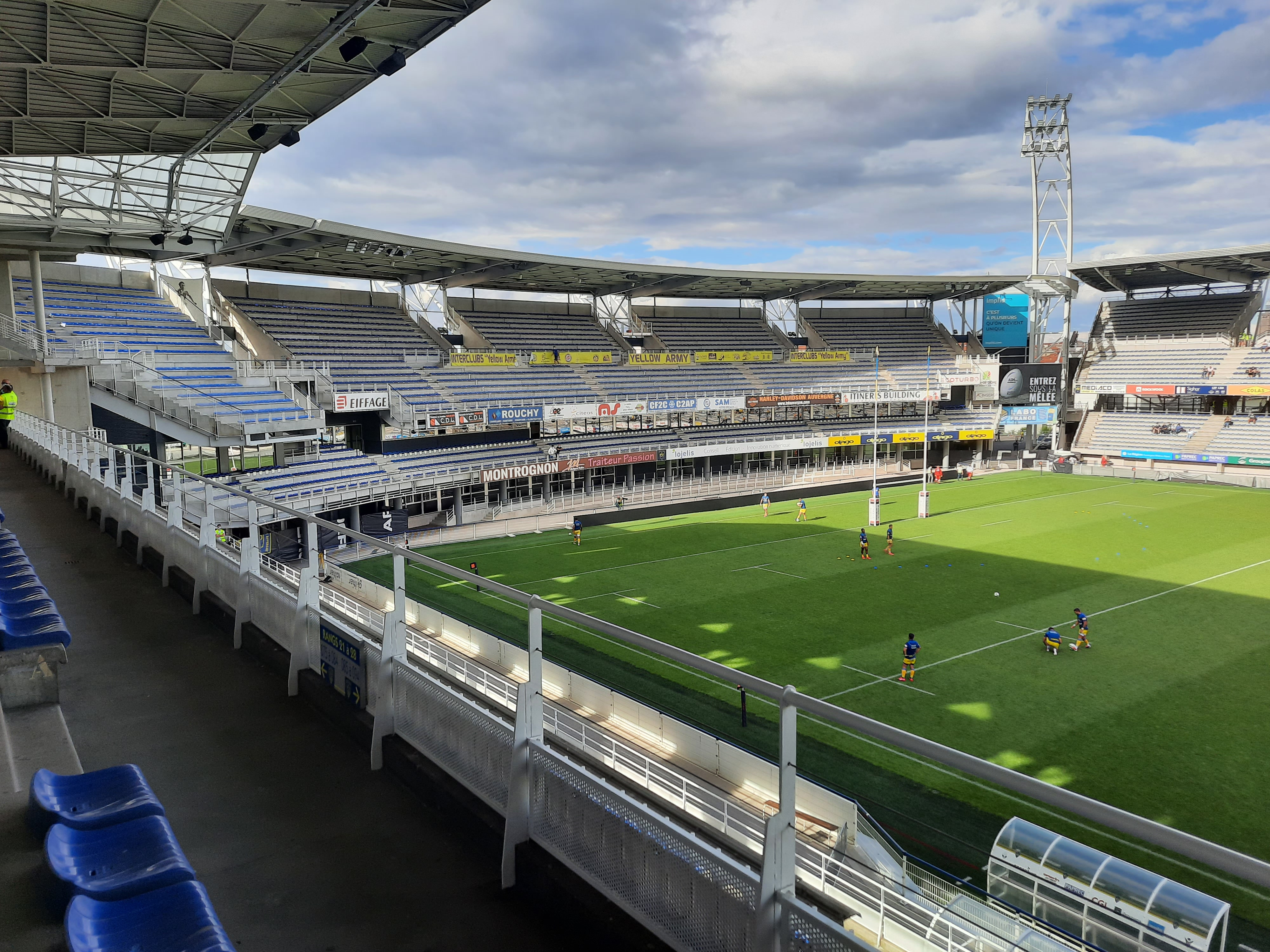
Tribune Phliponeau.
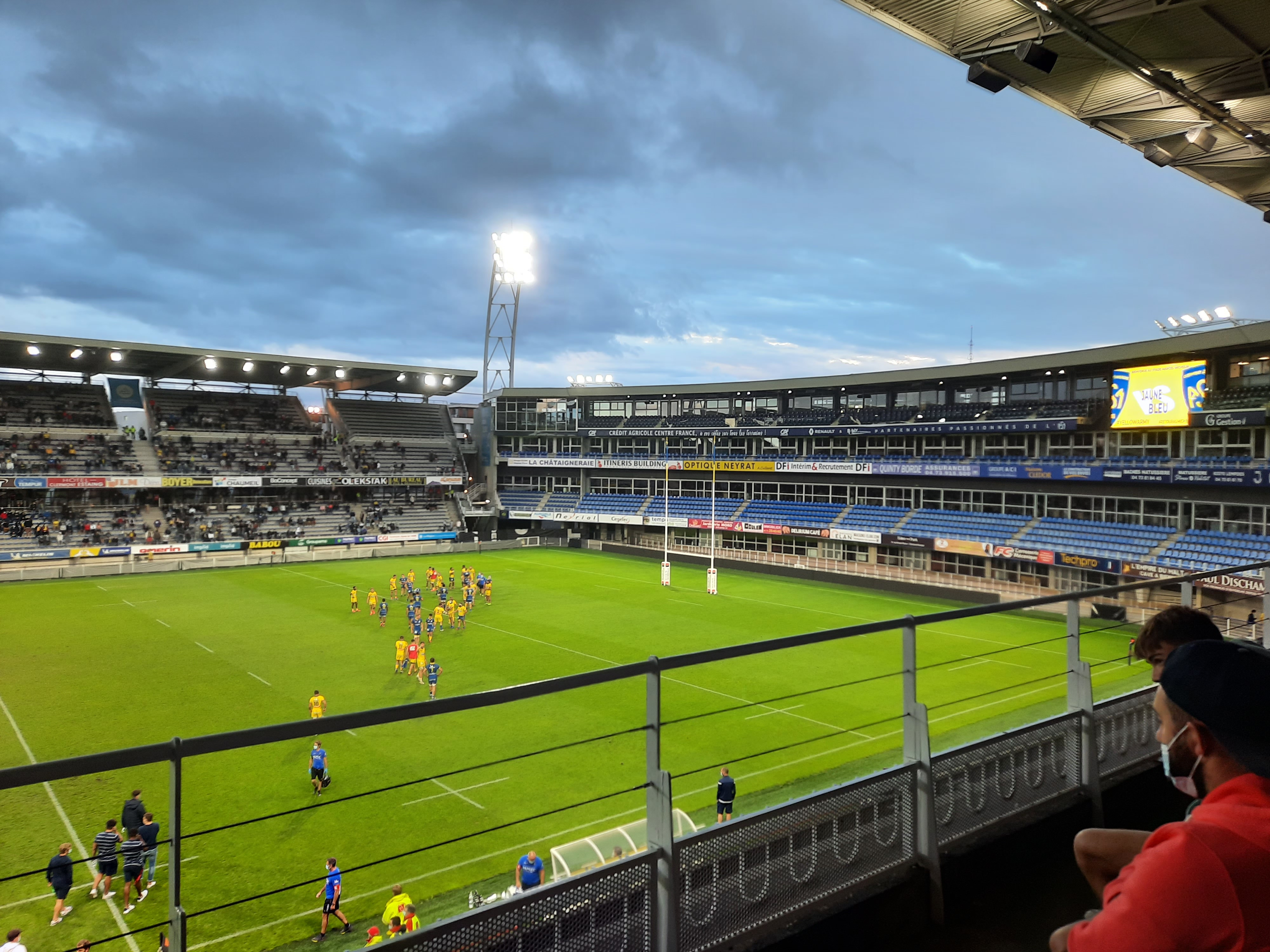
Espace Édouard.
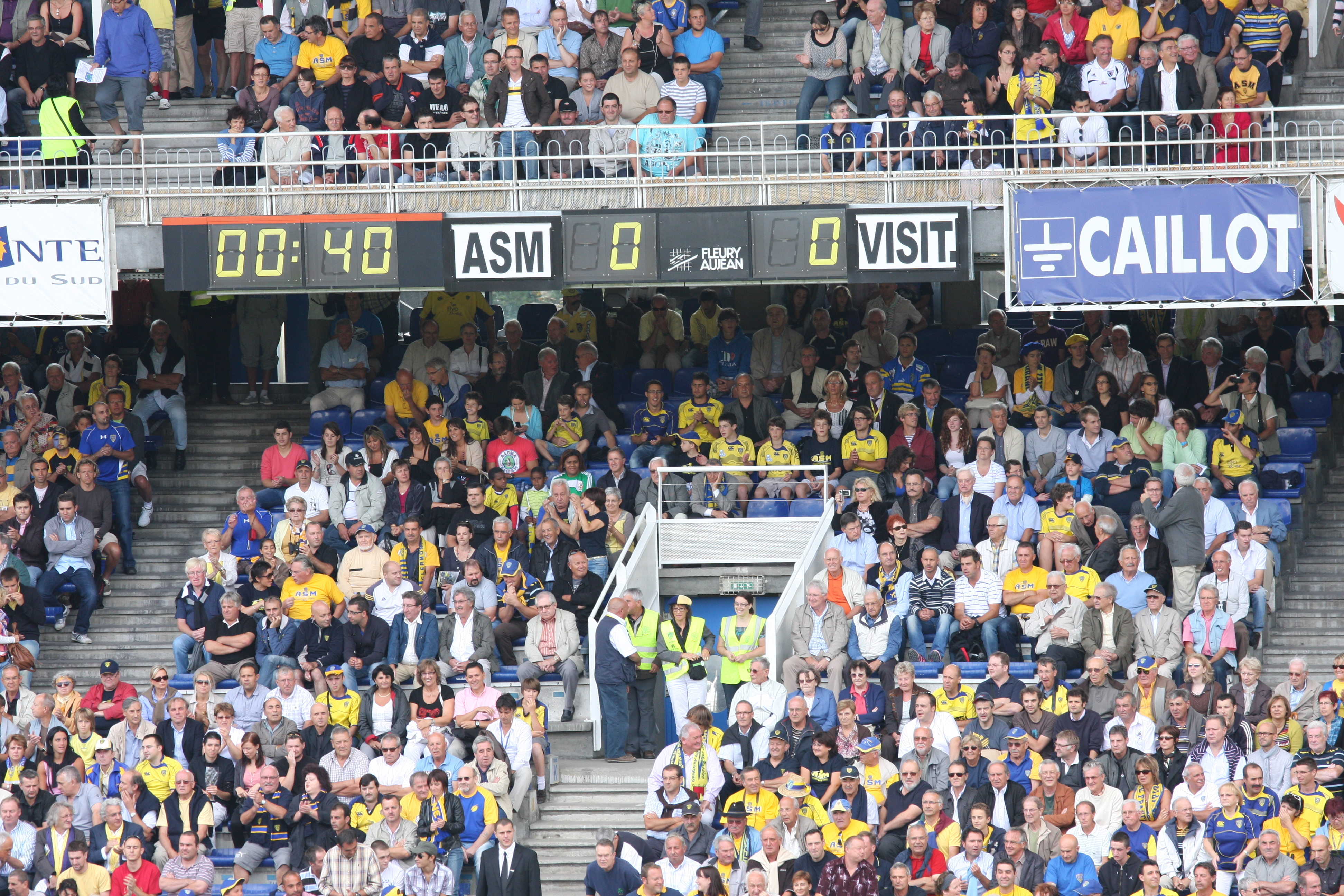
Supporters de la tribune Ouest.
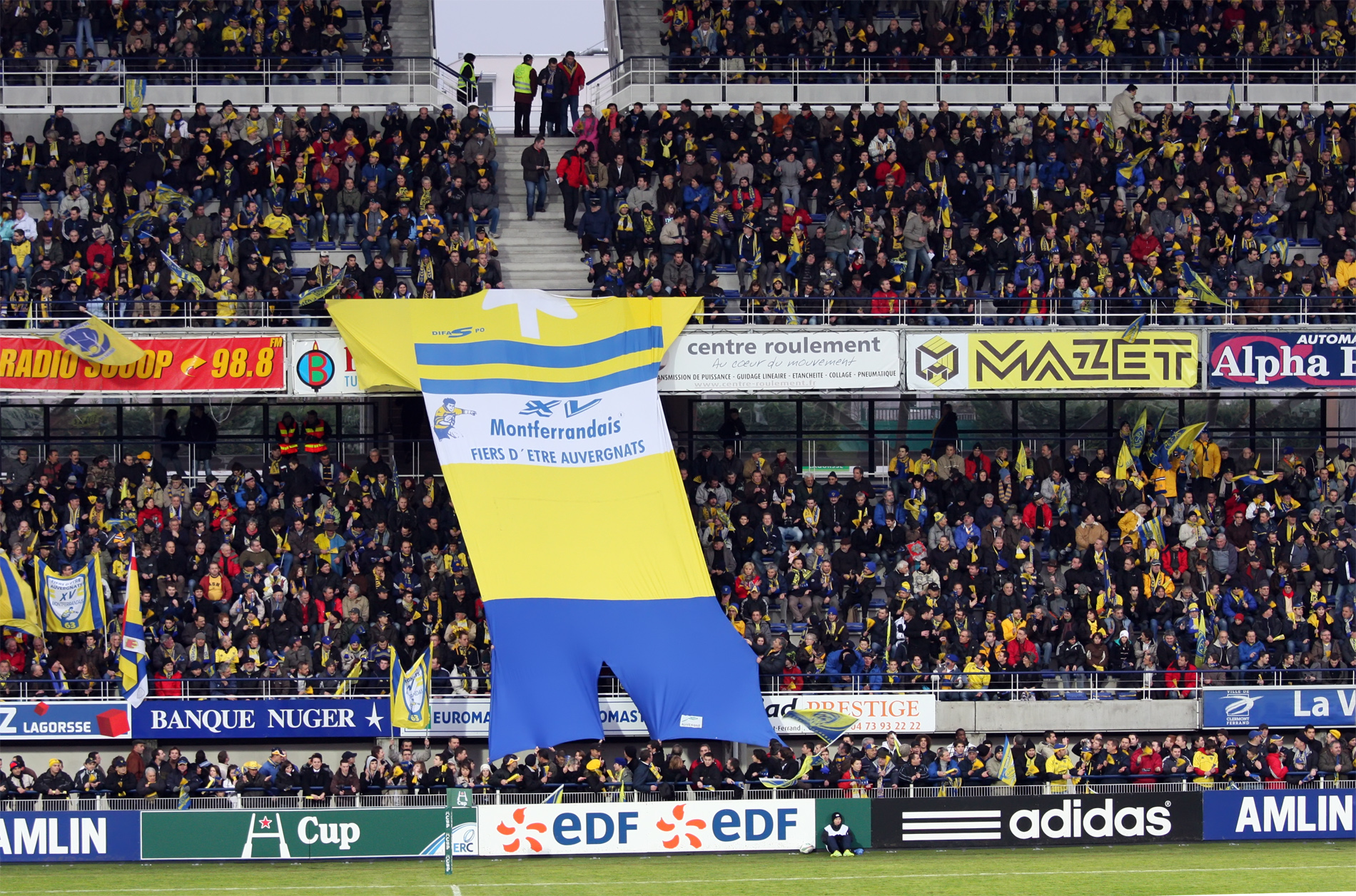
Supporters de la tribune Auvergne.
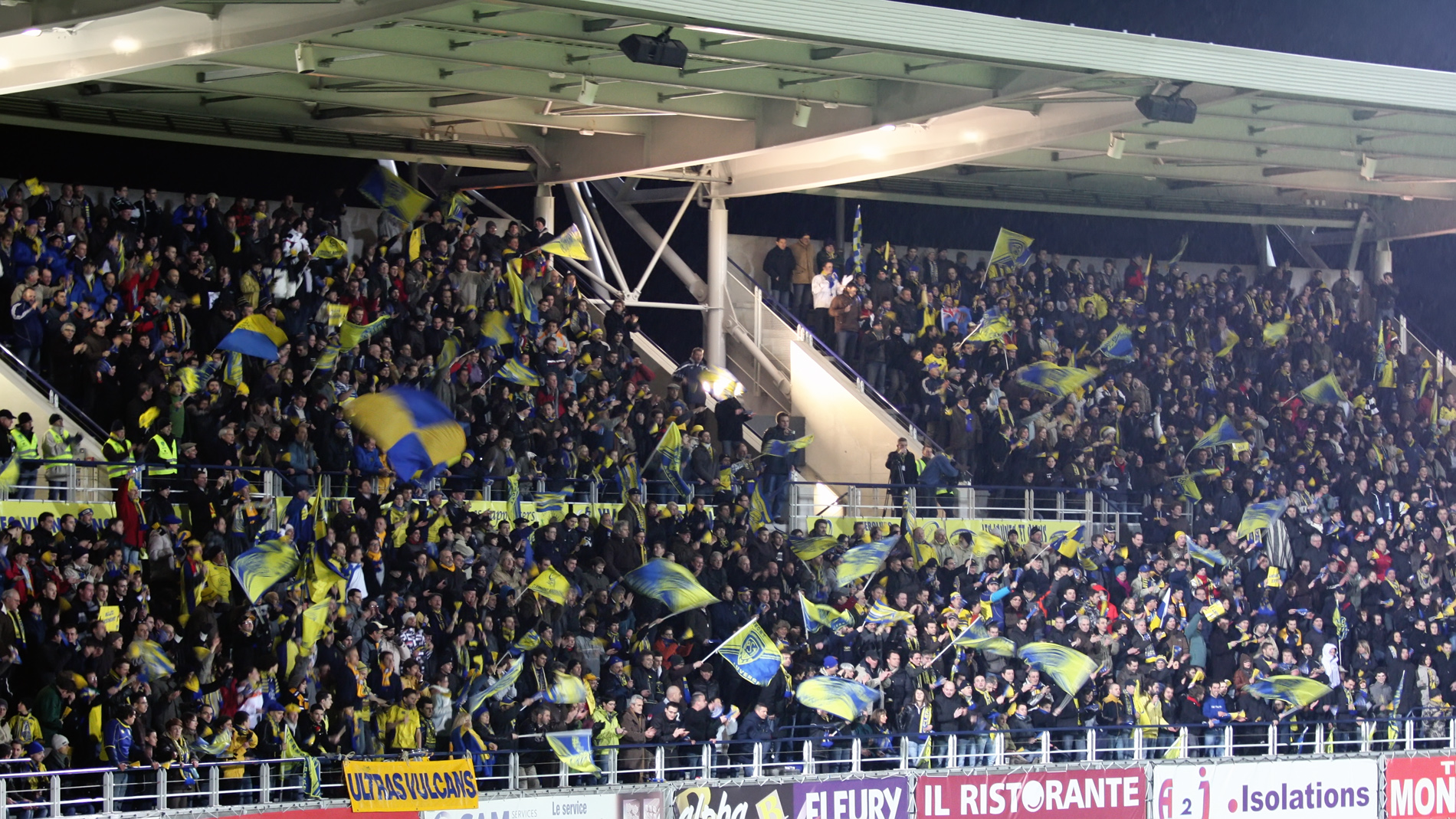
Ambiance de la tribune Phliponeau.

## Particularités
Le stade Marcel-Michelin affiche le Brennus lors du match contre le CA Brive à la rentrée 2010. L'alternance des couleurs jaune et bleu est utilisée lors des grands matchs européens, et aussi à des fins de démonstrations pour les chaînes télévisées. L'ambiance au Michelin est traditionnellement respectueuse des valeurs du rugby.
Depuis sa création en 2006, le trophée du meilleur public du championnat de France lui a été remis à 4 reprises en 2007, 2008, 2009 et  2017 lors de la Nuit du rugby,,,. Le public a d'ailleurs reçu en mai 2012 le prix du meilleur public européen[réf. nécessaire].
Au milieu de la tribune Auvergne (Est), le long du terrain, une plaque commémorative rappelle le décès, le 8 mai 1976, du joueur montferrandais Jean-François Phliponeau foudroyé lors d'une rencontre amicale.
En 2014, le site bleacherreport.com classe le stade comme le plus intimidant dans le monde du rugby devant les mythiques Ellis Park en Afrique du Sud et Thomond Park, l'antre de la province Irlandaise du Munster.
Le Bib Park, surnom de l'antre de l'ASM Clermont Auvergne, est considéré comme un des plus beaux stades de rugby en Europe, pour différentes raisons : 
- Son ambiance incroyable notamment lors des matchs européens et des gros matchs de Top 14 qui permet d'avoir un impact mobilisateur et de soutien sur les joueurs de la Yellow Army, et une certaine influence d'intimidation sur les équipes adverses.[réf. nécessaire]

- Un stade de 19 372 places proche du terrain et une tribune Phliponeau sur trois étages donnant un effet visuel à la TV de véritable mur jaune contenant les groupes de supporters dont les Ultras Vulcans.

- Un Centre de perfectionnement et d'entraînement (CEP) situé derrière la tribune Auvergne-Rhône-Alpes, de très grande qualité permettant aux joueurs de progresser dans leurs différents objectifs et tirer le meilleur d'eux mêmes.

- Des pelouses dernières générations mi naturelle mi synthétique sur le terrain d'honneur et le terrain d'entrainement faisant face au CEP permettant d'accroître la vitesse du jeu, la stabilité dans les mêlés et une augmentation de la qualité générale du jeu.

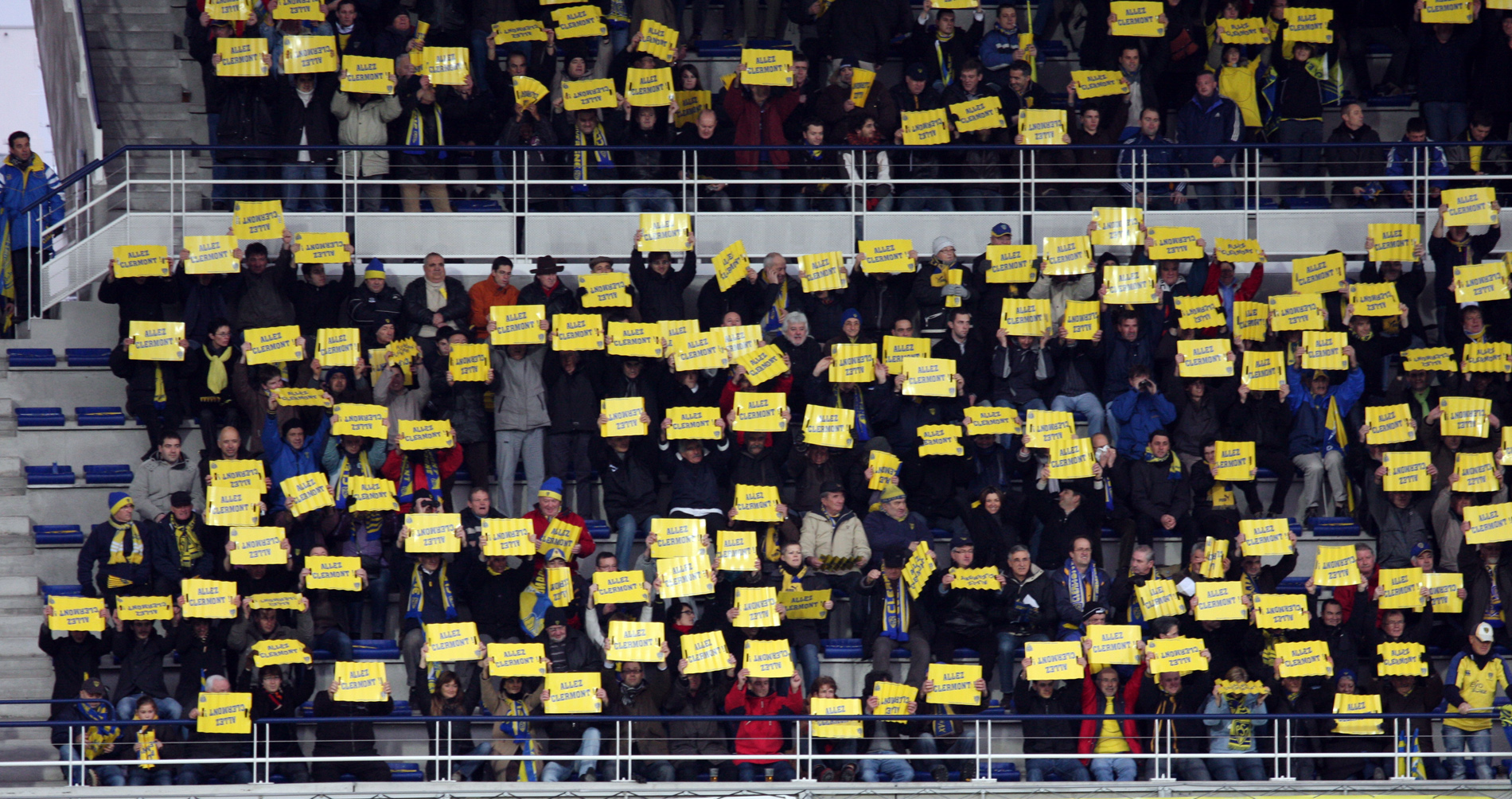
Ambiance jaune au Michelin.
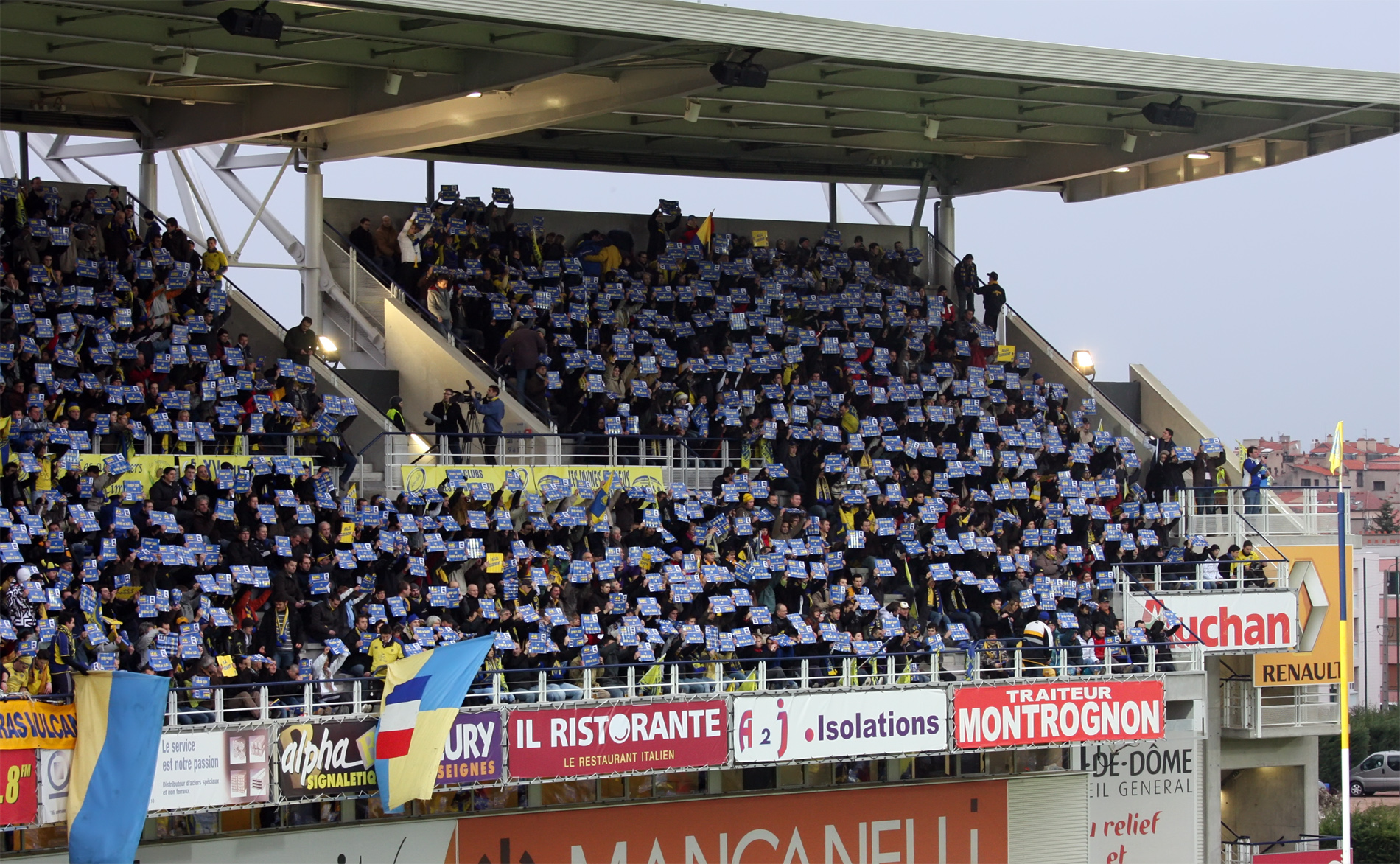
Ambiance bleue au Michelin.